# 3회전

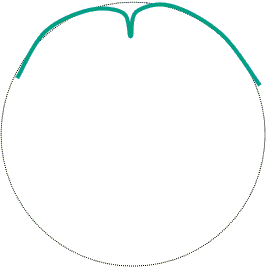
3회전 다이어그램

3회전은 방향의 변화 및 모서리의 변화를 모두 포함하는 피겨 스케이팅 구성요소이다. 그것은 대략 숫자 3과 같다. 3회전은 피겨 스케이팅의 기본 회전으로 간주된다. 3회전 또한 토 루프 점프에서 공통 입구와 플립 점프로서 사용될 수 있다.